# 有栖川宮韶仁親王
有栖川宮韶仁親王（ありすがわのみや つなひとしんのう）は、江戸時代の皇族。世襲親王家の有栖川宮第7代当主。

## 生涯
父は有栖川宮織仁親王（霊元天皇皇孫）。母は家女房。幼名は若宮。妹に楽宮喬子女王と登美宮吉子女王がいる。徳川慶喜の母方の伯父にあたる。
文化4年（1807年）12月に光格天皇の猶子となり、翌文化5年（1808年）3月に親王宣下。同年5月元服し、三品に叙され、上総太守となる。文化9年（1812年）2月、父・織仁親王の落飾により有栖川宮を相続し、中務卿となった。文政5年（1822年）3月、二品。弘化2年薨去。死に際して一品に叙された。

## 家系
- 妃：閑院宮美仁親王の五女・宣子女王

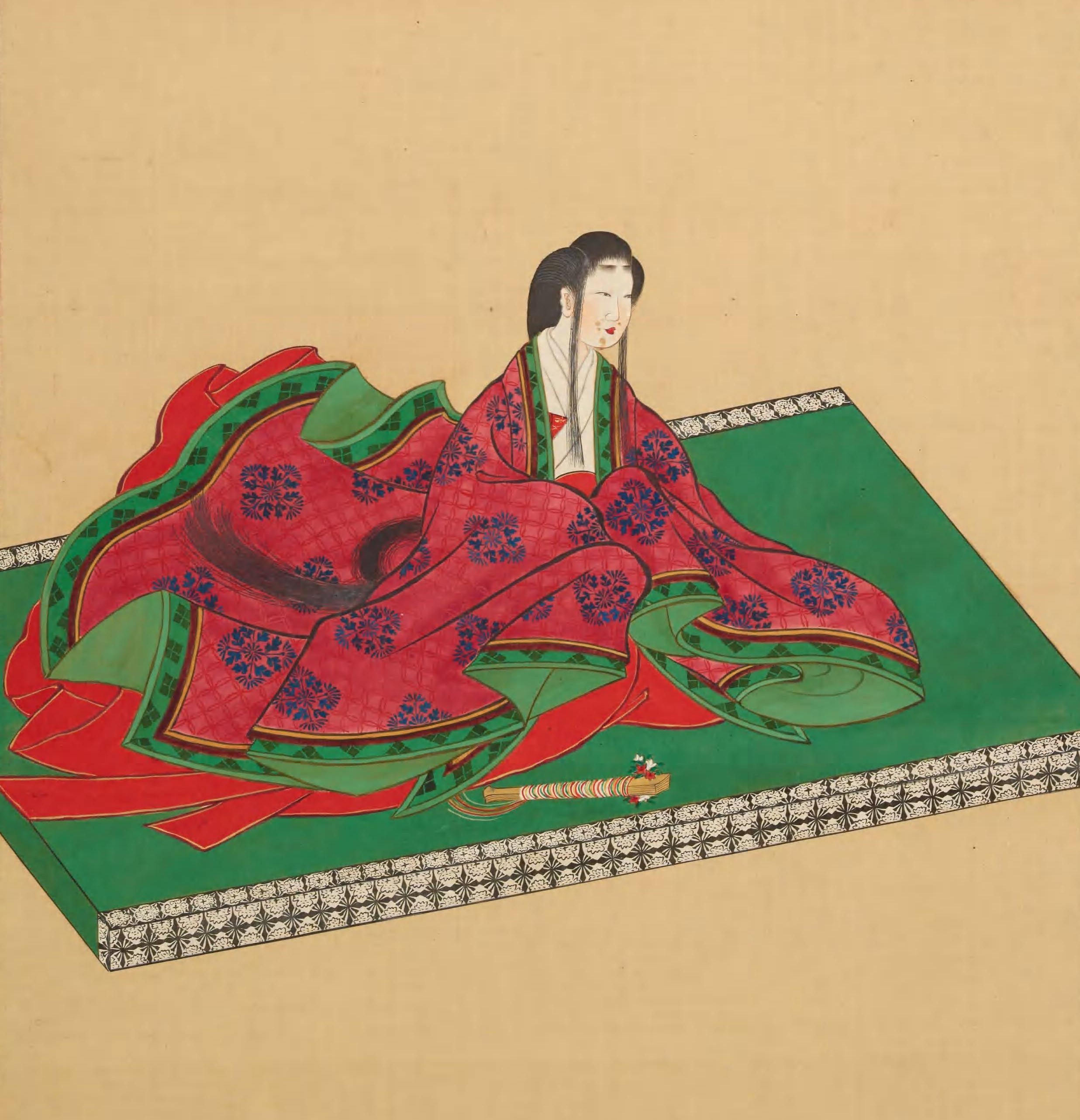
韶仁親王妃宣子女王の肖像

  - 第2王女：游亀宮（1821年 - 1823年）
  - 第3王女：実種宮（1822年 - 1823年）
  - 第4王女：韶子女王（1825年 - 1913年） - 徳川家慶の養女（「精姫」を名乗る)、後有馬頼咸正室[1]
- 家女房：円明院（豊島勝子、実は島岡造酒女）
  - 第1王女：万宮（1809年 - 1810年）
  - 第1王子：有栖川宮幟仁親王（1812年 - 1886年）
  - 第2王子：慈性入道親王（1813年 - 1868年）-12代輪王寺宮門跡
  - 第3王子：公紹入道親王（1815年 - 1846年）-11代輪王寺宮門跡
  - 第4王子：西園寺公潔（1818年 - 1836年）